# بوروندی
بوروندی با نام رسمی جمهوری بوروندی (به فرانسوی: Republika y'u Burundi) کشوری محصور در خشکی در مرکز آفریقا است. پایتخت آن گیتگا و بزرگ‌ترین شهر آن بوجومبورا است. بوروندی کشوری است کوچک در منطقه دریاچه‌های بزرگ که از شمال با رواندا و از باختر با جمهوری دموکراتیک کنگو و از جنوب و خاور با تانزانیا مرز مشترک دارد. جمعیت بوروندی ۱۱٬۸۹۱٬۰۰۰ نفر استو زبان‌های رسمی این کشور فرانسوی و انگلیسی هستند. واحد پول این کشور فرانک بوروندی نام دارد.
۸۵ درصد از جمعیت این کشور از قوم هوتو و ۱۴ درصد توتسی هستند. درصد مسیحیان در بوروندی بین ۸۰ تا ۹۰ درصد جمعیت برآورد می‌شود که حدود ۶۵ درصد از آن‌ها کاتولیک رومی هستند. ۵ درصد جمعیت نیز به باورهای بومی اعتقاد دارند و بین ۲ تا ۵ درصد نیز مسلمانند که بیشتر در شهرهای اصلی زندگی می‌کنند.
بوروندی در سال ۱۹۶۲ به استقلال دست یافت. نظام سیاسی این کشور در ابتدا سلطنتی بود، اما مجموعه‌ای از ترورها، کودتاها و وضعیت کلی ناامنی منطقه‌ای به برپایی جمهوری و نظام تک‌حزبی در این کشور در سال ۱۹۶۶ انجامید. کشمکش‌های پاک‌سازی قومی و در نهایت دو جنگ داخلی و نسل‌کشی‌ها در دهه ۱۹۷۰ و دوباره در دهه ۱۹۹۰، مانع توسعه اقتصادی و اجتماعی کشور شد و این کشور را در سطح یکی از فقیرترین کشورهای جهان نگاه داشت.

## تاریخ
بوروندی در سال‌های ۱۹۹۳ تا ۲۰۰۶ به جنگی داخلی میان شورشیان بوروندی و نیروهای ارتش درگرفت که در آن زمان اکثریت آن را توتسی‌ها تشکیل می‌دادند. این درگیری‌های قومی در آن موقع به قیمت جان حدود ۳۰۰ هزار نفر تمام شد.
پس از قتل رئیس‌جمهور ملشیور اندادایه در روز ۲۱ اکتبر ۱۹۹۳ به دست افسران توتسی، در فاصله ده روز «ده‌ها هزار» توتسی و اوتوی میانه‌رو به قتل رسیدند.

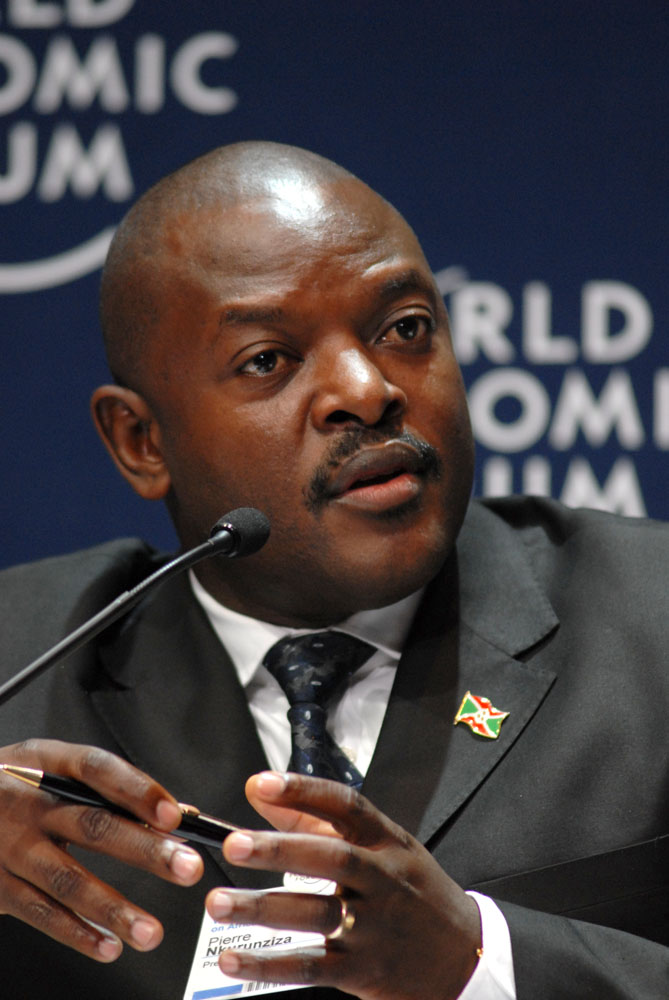
پیر انکورونزیزا رئیس‌جمهور سابق کشور بوروندی

این اولین رئیس‌جمهور اوتویی بود که چهار ماه قبل از کشته شدن در جریان نخستین انتخابات دمکراتیک این کشور برگزیده شده بود. شبح نسل‌کشی بر کشور همسایه رواندا سایه افکنده‌است.
قراردادهای صلح آروشوا تانزانیا، که در ماه اوت ۲۰۰۰ بین دولت و ۱۷ حزب سیاسی به امضا رسید، از طرف توتسی‌های عضو «انجمن قدرت دفاع از خود» (P A) و همین‌طور اوتوهای «نیروهای ملی آزادی» (F N L) رد شده‌است. ۳۰۰۰ شورشی «نیروهای ملی آزادی» که مورد حمایت جنبش‌های واپس گرای مذهبی و کلیساهای ادونتیست محلی هستند هنوز نفرت شدیدی نسبت به توتسی‌ها دارند و آن‌ها را به تدارک نسل‌کشی اوتوها متهم می‌کنند. این عده هم چنین مسئولیت قتل‌عام «گاتومبا» را به عهده گرفته‌اند.
قتل‌عام ۱۵۲ پناهنده توتسی اهل کنگو در روز ۱۳ اوت ۲۰۰۴ در اردوگاه گاتومبا در نزدیکی مرز جمهوری دمکراتیک کنگو (R D C) باعث بروز مجدد نگرانی و وحشت شده‌است . انتخابات عمومی پیش‌بینی شده برای ماه اکتبر آینده بدین ترتیب به دلیل بحران و فشارهای سیاسی به تعویق خواهد افتاد.
جامعه بین‌المللی امید داشت که با انعقاد پیمان صلح در سال ۲۰۰۶ خشونت‌های قومی در بوروندی پایان یابد. اما اینک شواهد خلاف این پیش‌بینی را نشان می‌دهد. شواهد گویای حیات مجدد وقایعی نظیر نسل‌کشی است و شکنجه، آدم‌ربایی، خشونت جنسی و قتل به‌ویژه علیه قوم توتسی بالا گرفته‌است. سازمان ملل متحد روز ۱۵ ژانویه ۲۰۱۶ خبر داد که بوروندی در خطر شعله‌ور شدن جنگ داخلی با انگیزه‌های قومی است.
پی‌یر انکورونزیزا از سال ۲۰۰۵ رئیس‌جمهور بوروندی بوده‌است. بحران در بوروندی بعد از آن آغاز شد که پی‌یر انکورونزیزا، رئیس‌جمهور این کشور در آوریل ۲۰۱۵ اعلام کرد که برای سومین دوره متوالی می‌خواهد نامزد انتخابات ریاست جمهوری شود. معترضان، این اقدام او را مغایر با قانون اساسی می‌دانند. دولت بوروندی از آن زمان به بعد برای مقابله با اعتراض‌ها به خشونت متوسل می‌شود.
در مه ۲۰۱۵ گروهی از ژنرال‌های ارتش که علیه رئیس‌جمهور این کشور دست به کودتا زده بودند، دستگیر شدند. کودتا در زمانی انجام شد که رئیس‌جمهور بوروندی برای شرکت در اجلاس سران شرق آفریقا به کشور تانزانیا سفر کرده بود. پیش از آن، تصمیم پیر انکورونزیزا برای کاندیدا شدن در انتخابات ریاست جمهوری باعث اعتراضات گسترده شد. این اعتراضات همچنین سبب شد که ده‌هزار نفر از بوروندی فرار کنند. پی‌یر انکورونزیزا در صورت انتخاب مجدد، برای سومین بار متوالی رئیس‌جمهور بوروندی خواهد بود.

### گاهشمار رویدادهای تاریخی
| ماه    | سال  | رویداد |
| ------ | ---- | --- |
|        | ۱۹۶۲ | بروندی که مستعمرهٔ سابق بلژیک بود و تحت نظارت سازمان ملل اداره می‌شد به استقلال رسید                                                     |
|        | ۱۹۶۶ | کاپیتان میشل میکومبرو آخرین پادشاه بروندی نیدزی شارل را سرنگون کرد و اوپرونا را به عنوان حزب واحد این کشور اعلام کرد                   |
|        | ۱۹۷۲ | در جریان سرکوب توطئه ناکام کودتا بر اساس آمار سازمان ملل متحد قریب ۲۵۰۰۰۰ اوتو کشته شدند                                               |
|        | ۱۹۸۷ | نخستین کودتای نظامی به فرماندهی صورت گرفت                                                                                              |
|        | ۱۹۹۲ | در قانون اساسی جدید پلورالیسم به اجرا گذاشته شد                                                                                        |
| ژوئن   | ۱۹۹۳ | نخستین انتخابات آزاد ریاست جمهوری صورت گرفت و اولین رئیس‌جمهور اوتو انتخاب شد                                                           |
| اکتبر  | ۱۹۹۳ | در جریان کودتا ی نظامی رئیس‌جمهور منتخب به قتل رسید و ده‌ها هزار توتسی و اوتوی میانه‌رو کشته شدند                                         |
| آوریل  | ۱۹۹۴ | آغاز نسل‌کشی در رواندا که به‌دنبال سرنگونی هواپیمای رئیس‌جمهور هوتو تبار صورت گرفت. این حادثه بر تحولات بروندی و کنگو تأثیرات عمیقی گذاشت |
| ژوئیه  | ۱۹۹۶ | دومین کودتای نظامی به فرماندهی صورت گرفت                                                                                               |
| اوت    | ۲۰۰۰ | امضا قرار داد صلح آروشا میان دولت و اپوزیسیون و برخی از جنبش‌های شورشی                                                                  |
| اکتبر  | ۲۰۰۳ | استقرار نیروهای آفریقایی حافظ صلح |
| نوامبر | ۲۰۰۳ | امضا پروتوکل پر توریا بین دولت و برخی از گروه‌های شورشی و ورود نمایندگان نیروهای دفاع از دمکراسی اف‌دی‌دی در حکومت.                       |
| ژانویه | ۲۰۰۴ | شکست اولین مذاکرات با نیروهای ملی آزادی‌بخش (اف‌ان‌ال) از جنبش شورشی اوتو. جنگ داخلی تا به حال سبب کشته شدن ۲۰۰۰۰۰ نفر در بروندی شده‌است.  |

## تقسیمات کشوری
بوروندی به ۱۸ استان تقسیم شده که به‌نوبه خود به ۱۱۷ شهرستان و ۲۶۳۸ بخش تقسیم شده‌اند.
| \| استان \| مرکز \| مساحت (ک. م مربع)[۲۶] \| جمعیت (سرشماری ۲۰۰۸)[۲۷] \| \| ------------------ \| ---------------- \| --------------------- \| ------------------------ \| \| بوروندی شرقی \| \| \| \| \| کانکوزو \| کانکوزو \| ۱٬۹۶۴٫۵۴ \| ۲۲۸٬۸۷۳ \| \| گیتگا \| گیتگا، بوروندی \| ۱٬۹۷۸٫۹۶ \| ۷۲۵٬۲۲۳ \| \| روتانا \| روتانا \| ۱٬۹۵۹٫۴۵ \| ۳۳۳٬۵۱۰ \| \| روییگی \| روییگی \| ۲٬۳۳۸٫۸۸ \| ۴۰۰٬۵۳۰ \| \| بوروندی شمالی \| \| \| \| \| کاروزی \| کاروزی \| ۱٬۴۵۷٫۴۰ \| ۴۳۶٬۴۴۳ \| \| کایانزا \| کایانزا \| ۱٬۲۳۳٫۲۴ \| ۵۸۵٬۴۱۲ \| \| کیروندو \| کیروندو \| ۱٬۷۰۳٫۳۴ \| ۶۲۸٬۲۵۶ \| \| مویینگا \| مویینگا \| ۱٬۸۳۶٫۲۶ \| ۶۳۲٬۴۰۹ \| \| نگوزی \| نگوزی \| ۱٬۴۷۳٫۸۶ \| ۶۶۰٬۷۱۷ \| \| بوروندی جنوبی \| \| \| \| \| بوروری \| بوروری \| ۱٬۶۴۴٫۶۸ \| ۳۱۳٬۱۰۲ \| \| استان ماکامبا \| ماکامبا، بوروندی \| ۱٬۹۵۹٫۶۰ \| ۴۳۰٬۸۹۹ \| \| رومونگه \| رومونگه \| ۱٬۰۷۹٫۷۲ \| ۳۵۲٬۰۲۶ \| \| بوروندی غربی \| \| \| \| \| بوبانزا \| بوبانزا \| ۱٬۰۸۹٫۰۴ \| ۳۳۸٬۰۲۳ \| \| بوجومبورا مایری \| بوجومبورا \| ۸۶٫۵۲ \| ۴۹۷٬۱۶۶ \| \| بوجومبورای روستایی \| ایساله \| ۱٬۰۵۹٫۸۴ \| ۴۶۴٬۸۱۸ \| \| سیبیتوک \| سیبیتوک \| ۱٬۶۳۵٫۵۳ \| ۴۶۰٬۴۳۵ \| \| مورامویا \| مورامویا \| ۶۹۵٫۵۲ \| ۲۹۲٬۵۸۹ \| \| موارو \| موارو \| ۸۳۹٫۶۰ \| ۲۷۳٬۱۴۳ \| |                  |                   |                      |
| استان | مرکز             | مساحت (ک. م مربع) | جمعیت (سرشماری ۲۰۰۸) |
| بوروندی شرقی |                  |                   |                      |
| کانکوزو | کانکوزو          | ۱٬۹۶۴٫۵۴          | ۲۲۸٬۸۷۳              |
| گیتگا | گیتگا، بوروندی   | ۱٬۹۷۸٫۹۶          | ۷۲۵٬۲۲۳              |
| روتانا | روتانا           | ۱٬۹۵۹٫۴۵          | ۳۳۳٬۵۱۰              |
| روییگی | روییگی           | ۲٬۳۳۸٫۸۸          | ۴۰۰٬۵۳۰              |
| بوروندی شمالی |                  |                   |                      |
| کاروزی | کاروزی           | ۱٬۴۵۷٫۴۰          | ۴۳۶٬۴۴۳              |
| کایانزا | کایانزا          | ۱٬۲۳۳٫۲۴          | ۵۸۵٬۴۱۲              |
| کیروندو | کیروندو          | ۱٬۷۰۳٫۳۴          | ۶۲۸٬۲۵۶              |
| مویینگا | مویینگا          | ۱٬۸۳۶٫۲۶          | ۶۳۲٬۴۰۹              |
| نگوزی | نگوزی            | ۱٬۴۷۳٫۸۶          | ۶۶۰٬۷۱۷              |
| بوروندی جنوبی |                  |                   |                      |
| بوروری | بوروری           | ۱٬۶۴۴٫۶۸          | ۳۱۳٬۱۰۲              |
| استان ماکامبا | ماکامبا، بوروندی | ۱٬۹۵۹٫۶۰          | ۴۳۰٬۸۹۹              |
| رومونگه | رومونگه          | ۱٬۰۷۹٫۷۲          | ۳۵۲٬۰۲۶              |
| بوروندی غربی |                  |                   |                      |
| بوبانزا | بوبانزا          | ۱٬۰۸۹٫۰۴          | ۳۳۸٬۰۲۳              |
| بوجومبورا مایری | بوجومبورا        | ۸۶٫۵۲             | ۴۹۷٬۱۶۶              |
| بوجومبورای روستایی | ایساله           | ۱٬۰۵۹٫۸۴          | ۴۶۴٬۸۱۸              |
| سیبیتوک | سیبیتوک          | ۱٬۶۳۵٫۵۳          | ۴۶۰٬۴۳۵              |
| مورامویا | مورامویا         | ۶۹۵٫۵۲            | ۲۹۲٬۵۸۹              |
| موارو | موارو            | ۸۳۹٫۶۰            | ۲۷۳٬۱۴۳              |

## جغرافیا
بوروندی یکی از کوچک‌ترین کشورهای قاره آفریقاست. این کشور به آبهای آزاد راه ندارد و آب و هوای استوایی دارد. بوروندی بخشی از کافت آلبرتی است که امتداد غربی کافت شرق آفریقا به‌شمار می‌آید. این کشور بر روی فلات تپه‌ماهوری مرکز آفریقا واقع شده‌است. میانگین ارتفاع فلات مرکزی ۱۷۰۷ متر است که بخش‌های کم‌ارتفاع‌تر آن در مناطق مرزی واقع شده‌اند. بلندترین قله کوه هه‌ها نام دارد که ارتفاع آن ۲۶۸۵ متر و محل آن در جنوب شرق بوجومبورا است.
سرچشمه رودخانه نیل در استان بوروری قرار گرفته که از طریق دریاچه ویکتوریا به آب‌های بالادستی نیل پیوند دارد. دریاچه ویکتوریا نیز یکی از منابع آبی مهم بزرگ بوروندی است. دریاچه بزرگ دیگر کشور دریاچه تانگانیکا است که بیشتر گوشه جنوب غربی بوروندی را پوشانده‌است.
زمین‌های بوروندی بیشتر زراعتی یا مراتع هستند. سکونت جمعیت روستایی در این کشور باعث از بین رفتن جنگل‌ها، فرسایش خاک و نابودی زیستگاه‌ها شده‌است. نابودی جنگل‌ها در سراسر کشور تقریباً به‌طور کامل به خاطر جمعیت بیش از حد است. در این کشور تنها ۶۰۰ کیلومتر مربع جنگل باقی‌مانده که نه درصد آن در سال میان می‌رود. دو پارک ملی در این کشور قرار دارند که هر دو در سال ۱۹۸۲ برای محافظت از حیات وحش ایجاد شده‌است.
شهرهای مهم کشور بوروندی عبارتند از موینیگا، نگوزی و گی تکا.

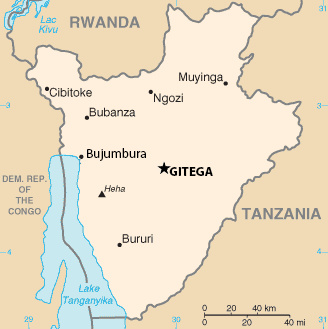
نقشه سیاسی
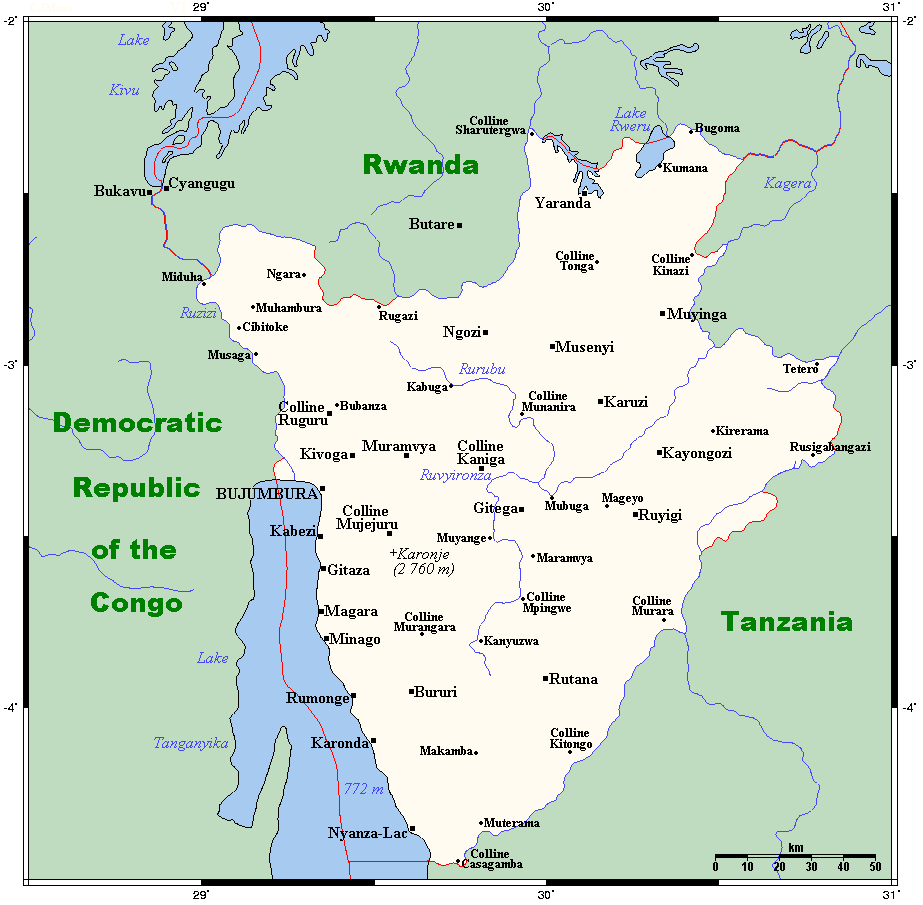
شهرهای بوروندی
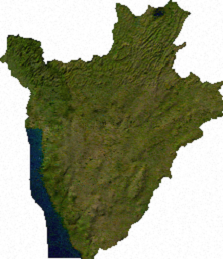
دید ماهواره‌ای
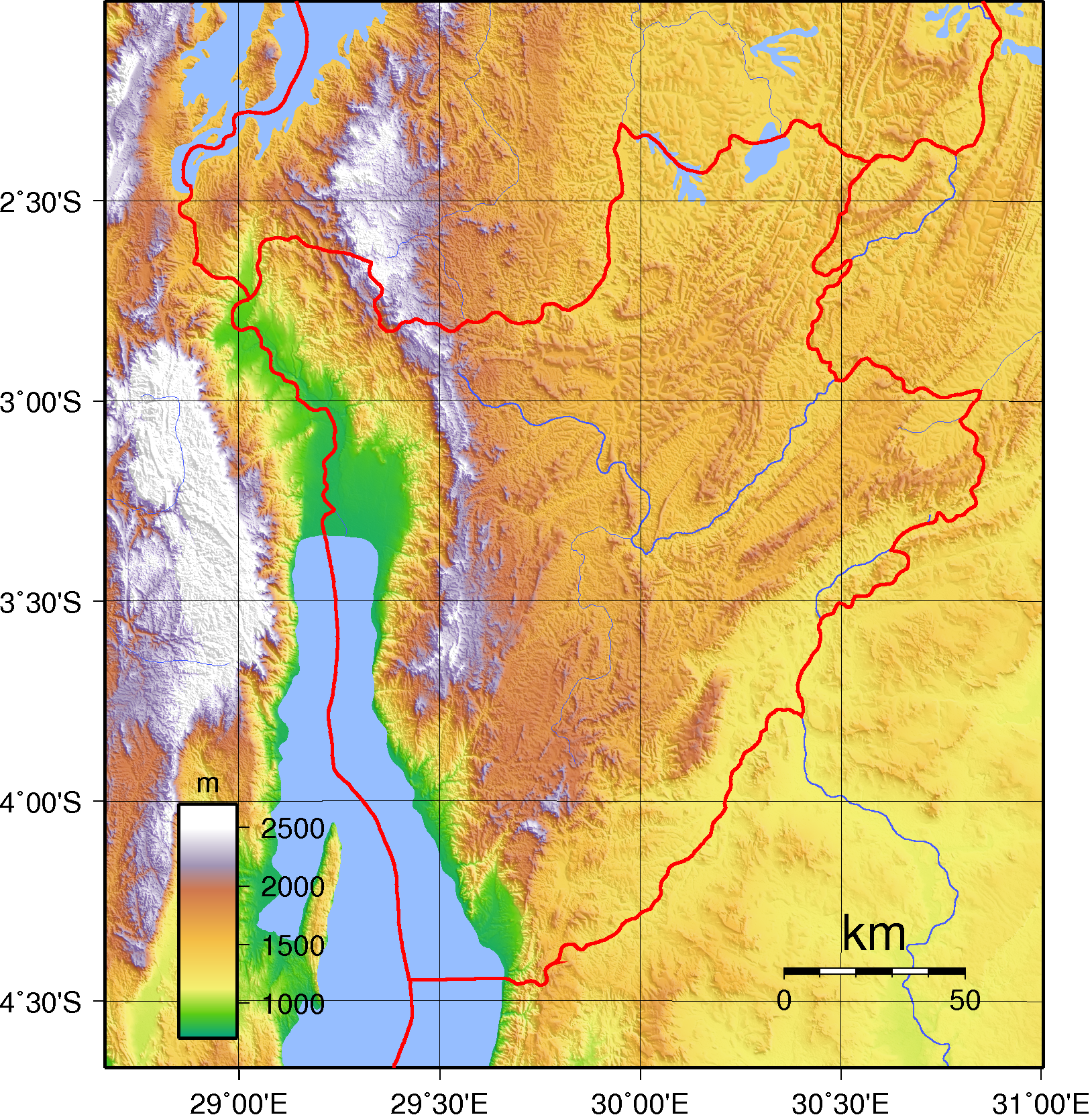
نقشه ناهمواری‌های بوروندی

## اقتصاد

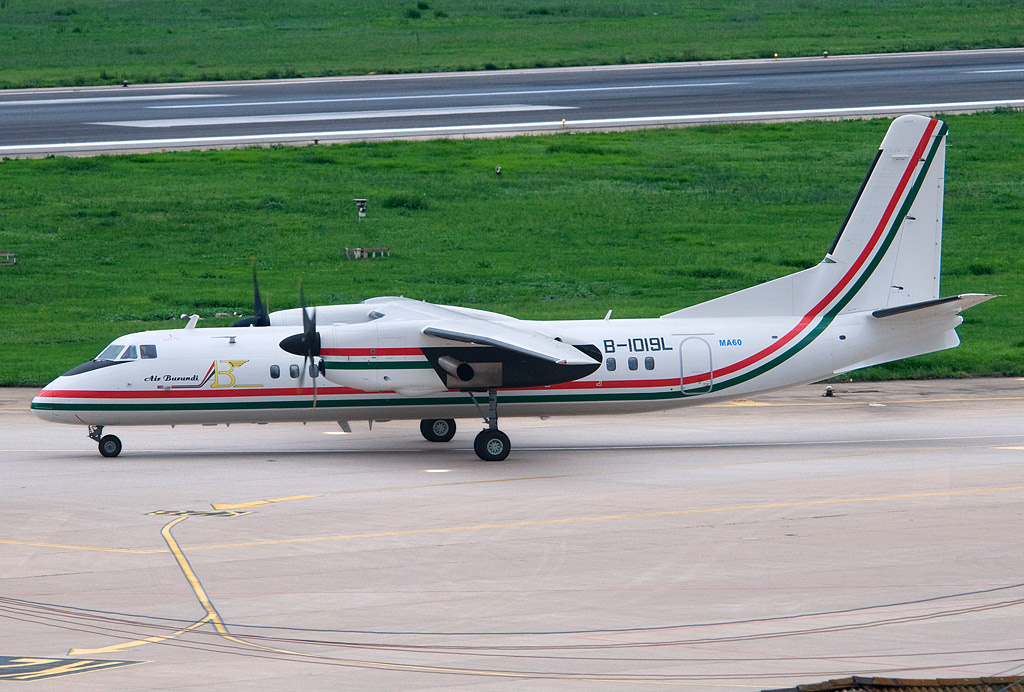
یک هواپیما از شرکت ایر بوروندی

واحد پول این کشور فرانک بوروندی می‌باشد.
بوروندی یک کشور محصور به خشکی با منابع فقیر و بخش تولیدی توسعه‌نیافته‌است. اقتصاد این کشور عمدتاً بر پایه کشاورزی است که در سال ۲۰۱۷ میلادی ۵۰ درصد از تولید ناخالص داخلی را به خود اختصاص داد. بیش از ۹۰ درصد از جمعیت بوروندی در بخش کشاورزی مشغول به کارند.
صادرات اصلی بوروندی قهوه و چای است که ۹۰ درصد درآمد ارز خارجی را تشکیل می‌دهند، هر چند صادرات سهم نسبتاً کوچکی در تولید ناخالص داخلی دارد.
سایر فراورده‌های کشاورزی عبارتند از پنبه، چای، ذرت، ذرت خوشه‌ای، سیب زمینی شیرین، موز، مانیوک؛ گوشت گاو، شیر و چرم.
بوروندی یکی از فقیرترین کشورهای جهان است، که راه نداشتن به آب‌های آزاد، قوانین بد، فقدان آزادی اقتصادی، عدم دسترسی به آموزش و پرورش و شیوع ایدز در این وضعیت سهیم‌اند. تقریباً ۸۰ درصد از جمعیت بوروندی در فقر زندگی می‌کنند. در سراسر بوروندی، به ویژه در قرن بیستم، قحطی و کمبود غذا رخ داده‌است و بر اساس برنامه جهانی غذا، ۵۶٫۸ درصد از کودکان زیر ۵ سال از سوء تغذیه مزمن رنج می‌برند. درآمدهای صادراتی بوروندی - و توانایی این کشور برای پرداخت وارداتش - اساساً به شرایط آب و هوایی و قیمت بین‌المللی قهوه و چای وابسته است.

## مردم

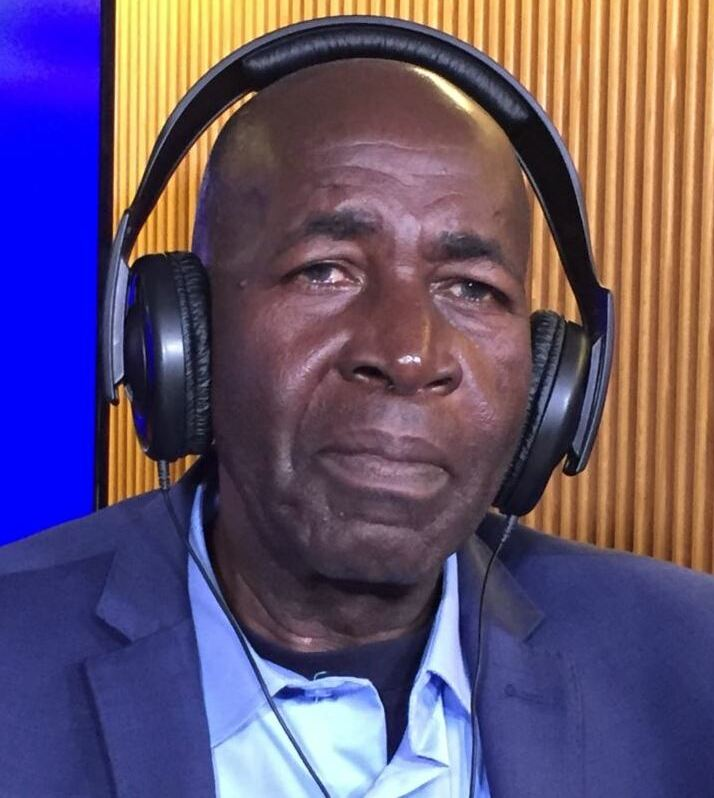
پیر کلاور بونیمپا برنده جایزه مارتین انالز اهل بوروندی

زبان‌های رسمی این کشور کیروندی (زبان ملی و رسمی) و فرانسه و انگلیسی هستند. درصد مسیحیان در بوروندی بین ۸۰ تا ۹۰ از جمعیت برآورد می‌شود که حدود ۶۵ درصد از آن‌ها کاتولیک رومی هستند.
در ژوئیه ۲۰۱۶، سازمان ملل متحد جمعیت بوروندی را ۱۰٬۵۲۴٬۱۱۷ نفر برآورد کرد. این در حالی است که این کشور در سال ۱۹۵۰ میلادی تنها ۲٬۴۵۶٬۰۰۰ نفر جمعیت داشت. نرخ رشد جمعیت بوروندی ۲٫۵ درصد در سال است که بیش از دو برابر میانگین جهانی می‌باشد و یک زن بوروندیایی به‌طور متوسط ۶٫۳ فرزند دارد که تقریباً سه برابر میزان باروری بین‌المللی است. بوروندی در سال ۲۰۱۲، پنجمین میزان باروری بالا را در جهان داشت.
بسیاری از مردم بوروندی در نتیجه جنگ داخلی به کشورهای دیگر مهاجرت کرده‌اند. در سال ۲۰۰۶، ایالات متحده حدود ۱۰٬۰۰۰ پناهنده بوروندیایی را پذیرفت.
بوروندی یک جامعه روستایی باقی مانده‌است که فقط ۱۳٪ جمعیت آن در سال ۲۰۱۳ در شهرها زندگی می‌کردند. تراکم جمعیت حدود ۴۲۵ نفر در کیلومتر مربع است، یعنی دومین تراکم بالای جمعیت را در میان کشورهای جنوب صحرای آفریقا دارد. تقریباً ۸۵٪ جمعیت از قوم هوتو و ۱۵٪ توتسی هستند. کمتر از ۱٪ از اهالی بوروندی نیز از قوم بومی توا هستند.

## فرهنگ

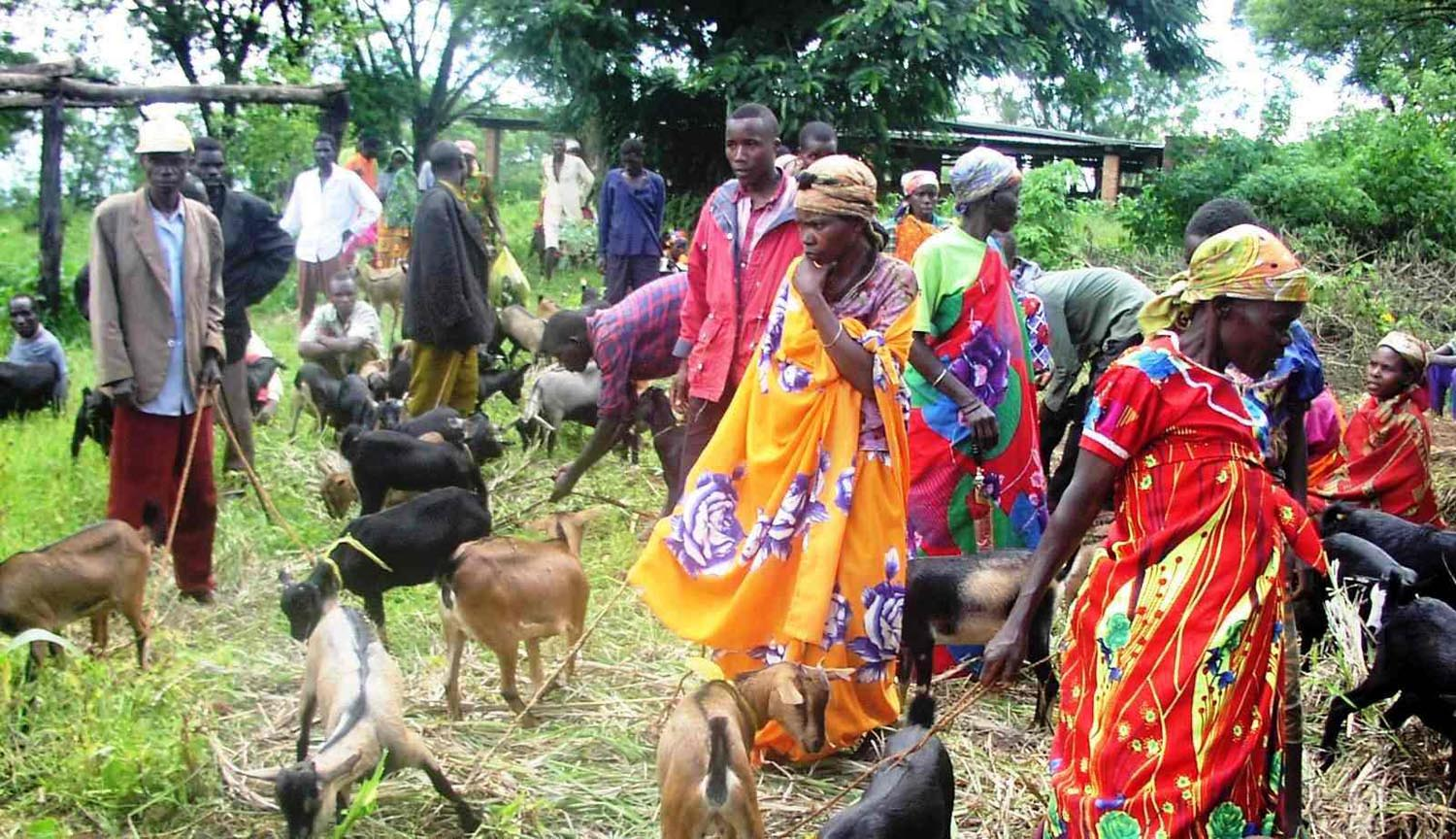

در سال ۲۰۰۹، نرخ باسوادی بزرگ‌سالان در بوروندی ۶۷٪ (۷۳٪ مرد و ۶۱٪ زن) برآورد شد. در سال ۲۰۱۵ این آمار به ۸۵٫۶٪ (۸۸٫۲٪ مرد و ۸۳٫۱٪ زن) افزایش یافت. سوادآموزی در میان زنان بالغ از سال ۲۰۰۲ میلادی ۱۷ درصد افزایش نشان می‌دهد.
بوروندی تنها یک دانشگاه عمومی دارد به نام دانشگاه بوروندی. در شهرهای کشور چند موزه نیز وجود دارد، مانند موزه زمین‌شناسی بوروندی در بوجوموربورا و موزه ملی بوروندی و موزه حیات بوروندی در گیتگا.
سنت شفاهی این کشور قوی است که رویدادهای تاریخی و پندهای زندگی را از طریق داستان، شعر و ترانه منتقل می‌کند. ایمیگانی، ایندیریمبو، آمازینا، و ایوی‌یووگو از سبک‌های ادبی در بوروندی هستند.
از آنجا که کشاورزی صنعت اصلی است، غذای معمول بوروندی بیشتر شامل سیب‌زمینی شیرین، ذرت و نخود است. با توجه به هزینه‌ها، گوشت تنها چند بار در ماه خورده می‌شود. هنگامی که چند آشنای نزدیک به ملاقات هم می‌آیند معمولاً گونه‌ای آبجو را به نام «ایمپـِکه» با هم از یک ظرف بزرگ می‌خورند که نمادی است از یگانگی.
نواختن طبل از اهمیت خاصی در فرهنگ بوروندی برخوردار است.

## توضیحات
1. 1 2  While Gitega has been established as the political capital, Bujumbura is still the seat of the government and economic capital.